# 十日戰爭 (斯洛文尼亞)
十日戰爭（直译：「斯洛文尼亚独立战争」）是1991年斯洛文尼亞發表自南斯拉夫聯邦的獨立宣言之後，由於邊界關卡問題與南斯拉夫聯邦政府之間的武力衝突。這場戰役從1991年6月27日開始後歷時十天左右就結束，但是所引發舊南斯拉夫各國宣佈獨立和引發內戰的連鎖效應卻是相當巨大。
斯洛文尼亞可以如此快的結束戰爭而沒有陷入泥沼，與地理位置上沒有和塞爾維亞直接連接，以及克羅埃西亞同時宣布獨立也有直接關係。性質上，斯洛文尼亞衝突的對象，在此時仍是狄托所建立的那個社會主義南斯拉夫聯邦，並非是那個僅屬於塞爾維亞與蒙地內哥羅的南斯拉夫聯邦，這也表示，斯洛文尼亞的衝突與族群無關，單純就是管轄權的問題。屬於分離主義的獨立衝突，而非民族主義的族群衝突。

## 背景

### 高度發展的經濟
斯洛文尼亞的經濟是前南斯拉夫各個加盟共和國中最好的，從之後斯洛文尼亞在2004年5月1日加入歐盟的經濟情況來看，斯洛文尼亞和同時加入歐盟的東歐七國及馬爾他、賽普勒斯等國比起來亦是國民生產毛額第一名，人均生產額已經和希臘相当，並且在葡萄牙之上。
源自於斯洛文尼亞在第一次世界大戰之前被奧匈帝國統治了數百年，該時斯洛文尼亞屬於奧匈帝國的內萊塔尼亞（奧地利）部份，因此人才、文化和資本從奧地利流入該地。當時就已經產生了斯洛維尼亞語，但是在某些地區使用德語的斯洛維尼亞人更多，這些地區在第一次世界大戰後部分也被劃入奧地利。

### 組成民族的單純
斯洛文尼亞一直都是原南斯拉夫組成國家中民族的單純性最高的國家，在斯洛文尼亞的斯洛文尼亞人佔了90%以上，相對起來在克羅地亞的克羅地亞人只佔大約75%，在塞爾維亞的塞爾維亞人僅佔65%左右，斯洛文尼亞國內的民族更顯得單一。在南斯拉夫其他加盟共和國開始宣布獨立的時候，國內的塞爾維亞人往往因反對脫離聯邦而組成武裝部隊，建立塞爾維亞人自治區（Srpska Autonomna Oblast，SAO），但由於在斯洛文尼亞的塞爾維亞人僅佔全國人口3%左右，和在克羅地亞內的佔10%以上在戰時成為關鍵少數的塞爾維亞人比起來情勢大不相同。如果和波士尼亞赫塞哥維納的三大族群不過半（塞爾維亞人、克羅埃西亞人以及穆斯林人）比起來更是天差地別。
民族組成單純讓斯洛維尼亞人對於國內的輿論有很大的影響力，同時也因為符合民族自決原則，具有國際法上的正義。連一向積極鎮壓南斯拉夫分離主義的南斯拉夫前總統米洛塞維奇，都對斯洛文尼亞獨立抱持樂觀其成的態度。

### 國家主義的興盛
進入了1980年代之後，塞爾維亞的米洛塞維奇上台。米洛塞維奇對於制定於1974年承認舊南斯拉夫六個組成國和科索沃、伏伊伏丁那兩個自治省大幅自治權力的憲法強烈地不滿，認為該憲法會削弱塞爾維亞的權力。隨後以爭取塞爾維亞在聯邦中的地位為由，用煽動塞爾維亞人民族主義的手段，實際上塑造自己成為塞爾維亞民族救星的形象，鞏固個人的統治權力。
對於這樣情況，其他各國也開始以反塞爾維亞的形式揚起民族主義運動。其中反應最強烈的即是克羅埃西亞人、斯洛維尼亞人和科索沃的阿爾巴尼亞人，特別是科索沃的阿爾巴尼亞人早從1968年和1981年就兩度發生了大幅度的反政府示威和罷工活動。

### 「楊沙事件」
1988年南斯拉夫各民族的民族運動正沸沸揚揚之際，斯洛維尼亞發生了一起影響深遠的煽動事件。史稱為「楊沙事件」。
斯洛維尼亞因為地緣關係和西歐最為接近，和西歐的交流不僅僅帶動經濟更也把政治的思潮帶入受到較大的影響。是故東歐大多數的地方言論自由被禁止但是在斯洛維尼亞言論自由風潮卻是被容許的特例，最後這樣的風潮轉化為反體制（亦可說是反貝爾格勒）的行為由知識份子為中心開始擴散。此時引發這活動的斯洛維尼亞青年同盟發行的社團機關報穆拉迪納的記者楊沙被逮捕及後續相關事件被稱為「楊沙事件」。
楊沙的報導揭露了南斯拉夫軍隊的機密，因此被以軍事洩密罪給逮捕，楊沙本人是反塞爾維亞的急先鋒所以這個逮捕行動讓斯洛維尼亞人反感，接下來審判時又以塞爾維亞-克羅埃西亞語進行，更是讓當地人的反感又加深了一層。這件事情之後斯洛維尼亞人對於反塞爾維亞的立場更為堅定。

### 东欧剧变
1989年起，原东欧共产主义政权纷纷倒台，這個影響亦波及了南斯拉夫。1989年初斯洛維尼亞、克羅埃西亞就承認了非南斯拉夫共產黨的政黨設立。1990年決定改成多黨制的自由選舉。斯洛維尼亞並於同年的4月即舉行多黨制的選舉，南斯拉夫共產勢力大敗，斯洛維尼亞國家主義色彩強烈的中間及右派聯盟抬頭。
這個時候，南斯拉夫雖然名義上還是聯邦但是其實內部已經開始分崩，各組成國有各自的考量來描畫未來的藍圖。1990年10月，斯洛維尼亞和克羅埃西亞對於南斯拉夫的未來提出了一種新的「國家聯合模型」。這個提案即是把南斯拉夫給迷你歐洲共同體化（歐洲共同體即歐盟前身），即是承認各國的主權，在經濟和軍事方面各國協調取得同樣的方向。這個提案後來被舉行自由選舉但還是南斯拉夫共產黨系政黨獲勝的塞爾維亞和蒙特內哥羅給駁回，使斯洛維尼亞和克羅埃西亞相當失望，後來無法避免和南斯拉夫選擇分道揚鑣。隔年的1991年6月25日兩國同時宣布獨立。

## 經過

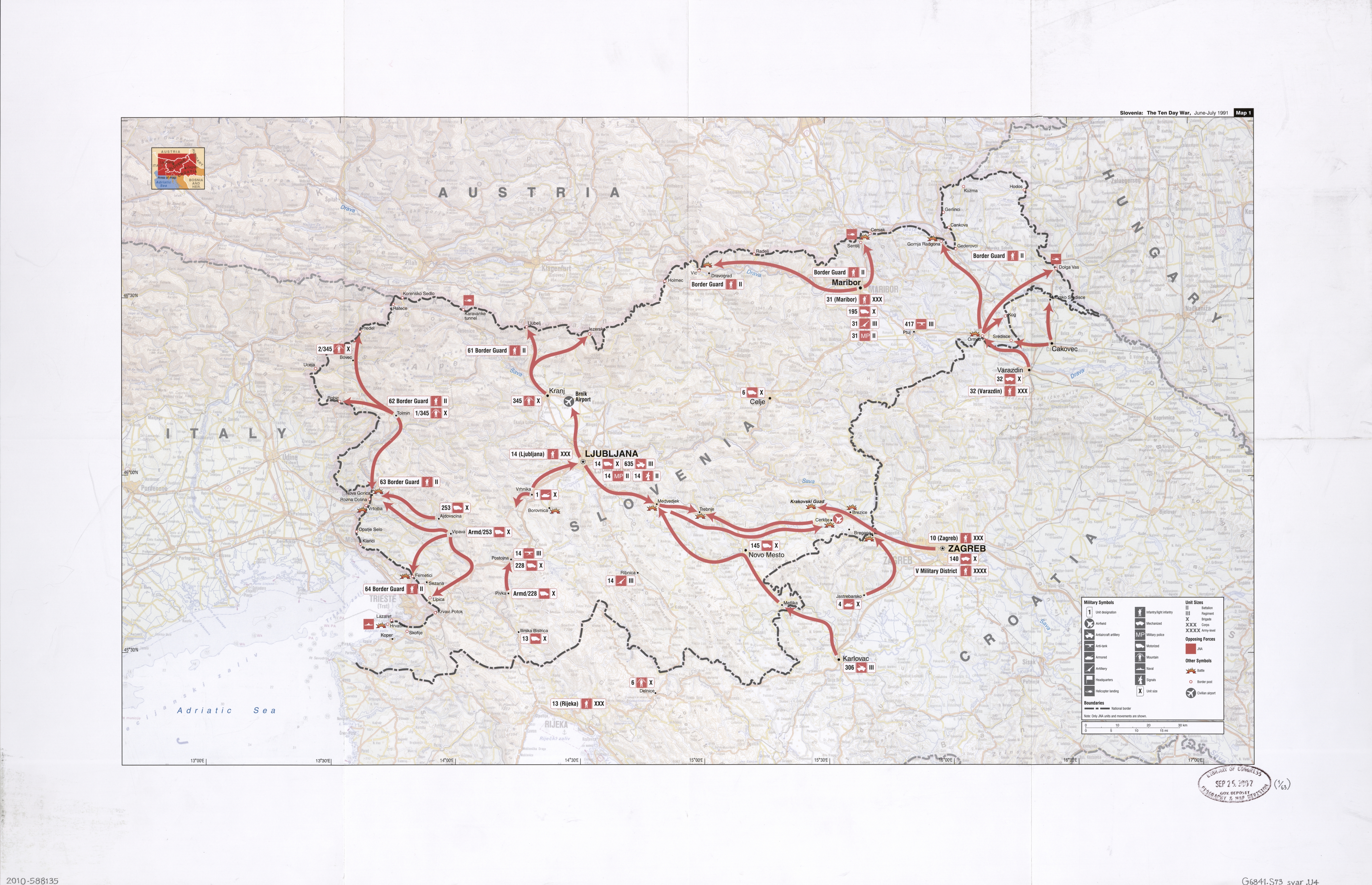
南斯拉夫聯邦軍在十日戰爭時的進軍路線

6月25日－斯洛維尼亞發表獨立宣言。因為不知道塞爾維亞當局和其主導的南斯拉夫聯邦軍會如何反應，因此斯洛維尼亞和克羅埃西亞國境附近的情勢開始變得緊張。斯洛維尼亞邊防軍也開始行動（所謂的邊防軍是狄托時代為了實現不結盟运动而在南斯拉夫聯邦組成各主體之武力部隊，防止蘇聯入侵。創設之初由聯邦政府掌管，隨後在1974年之後由各主體自治政府管理。）
6月26日－斯洛維尼亞舉行獨立儀式。南斯拉夫聯邦開始行動但是這一天並沒有大規模的衝突。
6月27日－南斯拉夫聯邦人員正式開始與斯洛文尼亞部隊爆發衝突。戰鬥主要集中於義大利、奧地利、克羅埃西亞和斯洛維尼亞的邊界附近，斯洛維尼亞國內的軍事基地周邊以及飛機場。
此後直到7月初各地不斷地有零星的戰鬥，然而由於與斯洛維尼亞同時宣布獨立的克羅埃西亞境內塞裔與克裔衝突擴大，使得居中介入的聯邦軍隊難以調度。此外斯洛維尼亞實行截斷南斯拉夫聯邦軍補給線的行動，甚至不惜擊落由斯洛維尼亞人所駕駛的聯邦武裝直升機。在斯洛維尼亞國內對於南斯拉夫聯邦軍強烈的不支持也對戰爭形成了有利的狀態，加上實行宣傳戰更讓聯邦失勢，此時在歐洲各國的指摘聲中7月2日南斯拉夫聯邦軍一部份的軍隊決定先撤退。
7月7日－南斯拉夫聯邦共和國和斯洛維尼亞共和國雙方在歐洲共同體的出現下進行調停並且在布里俄尼岛上面達成協議停火。南斯拉夫軍隊從斯洛維尼亞完全撤軍，而盧布雅那當局暫緩三個月獨立，兩方都遵守協定。
7月8日－斯洛維尼亞政府發表勝利宣言，這場戰爭被稱為十日戰爭。

## 影響
斯洛維尼亞因為此役取得獨立，取得長久以來所期盼的經濟自主。斯洛維尼亞的經濟在剛獨立後那段時間，因為失去原本的南斯拉夫市場所以整體經濟力量下降，之後積極的打入西歐的市場後開始成長。在1995年突破了一般被視為先進國家的門檻，也就是一人平均所得超過一萬美元。塞爾維亞和克羅埃西亞也因為斯洛維尼亞的資金進出而開始經濟活化。2004年時率先加盟歐盟，和同時加盟及稍后加盟的中东欧诸国比起來斯洛維尼亞的經濟能力維持著較高的水準，2007年1月1日進行貨幣整合開始採用歐元。
斯洛維尼亞是最先從南斯拉夫分離的國家，克羅埃西亞則因為獨立不被承認而展開內戰。因為有斯洛維尼亞獨立的前例，所以鼓舞了之後波士尼亞赫塞哥維納和馬其頓，成為他們也傾向獨立的一個理由。由于斯洛文尼亚在地理位置上离塞尔维亚较远，且不像波黑和克罗地亚那样有大量的塞尔维亚人生活在其境内，所以斯洛文尼亚并没有被卷入日后的南斯拉夫内战，也由于这个原因，斯洛文尼亚的经济发展水平一直都要高于其他的几个前南斯拉夫加盟共和国和自治省。